# Егезе
Егезе (на френски: Éghezée) е селище в Южна Белгия, окръг Намюр на провинция Намюр. Населението му е около 14 300 души (2006).